# رقاقة خلية شمسية

مقطع في رقيقة خلية شمسية عديدة التبلور.

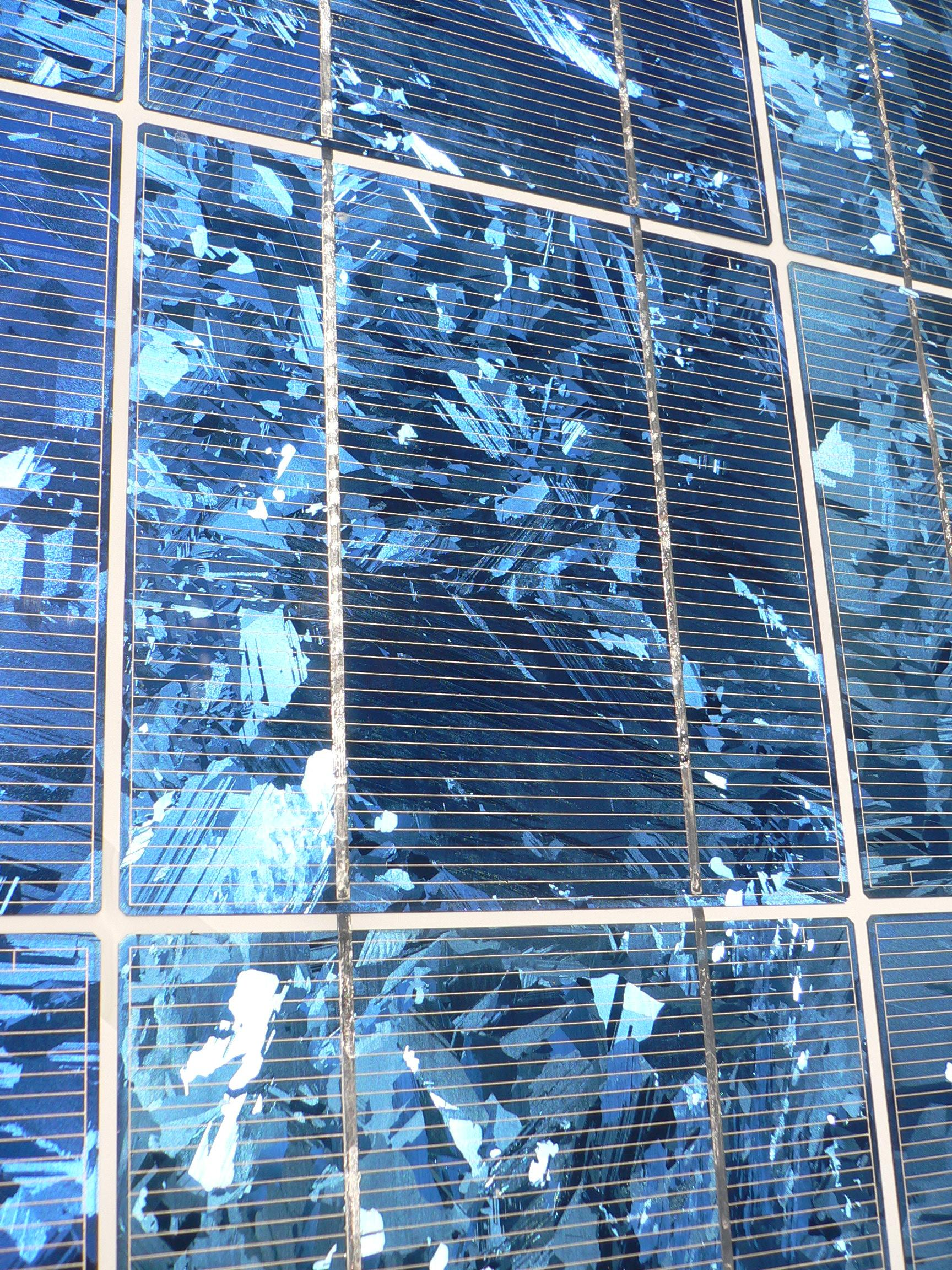
السيليكون اللابلوري في وحدة لوح شمسي.

في الفيزياء والكيمياء والطاقة المتجددة (بالإنجليزية:thin-film solar cell) هي خلية شمسية مصنوعة من عدة طبقات من الرقائق التي تعمل بالتأثير الضوء الجهدي لتحويل الطاقة الشمسية إلى طاقة كهربائية. ويختلف سمك الطبقات بين عدة نانومترات إلى عشرات ميكرون.
تبتكر مواد تتميز بخاصية التأثير الضوء الجهدي وتختلف طرق ترسيب تلك المواد وتشكيلها في هيئة رقائق يسهل صنعها ويخفض من تكلفتها. وتصنف رقائق الخلايا الشمسية بحسب المادة المستخدمة في صناعتها والتي تتميز بخاصية التأثير الضوئي الكهربائي:
- السيليكون اللابلوري (زجاجي) مثل رقائق السيليكون.
- تيلوريد الكادميوم Cadmium Telluride
- سيلينيد النحاس الجاليوم الإنديوم
- خلايا ضوئية عضوية مثل Dye-sensitized solar cell

أثبتت حتى الآن تركيبات من العناصر الآتية جدارتها في استغلال تأثير ضوء جهدي لإنتاج تيار كهربائي من أشعة الشمس الساقطة عليها.
تتبع تلك العناصر المجموعة I (عناصر قلوية) والمجموعة III (عناصر قلوية أرضية) والمجموعة VI ، طبقا للجدول الدوري للعناصر.

نجد الثلاثيات الآتية:
- النحاس والفضة والذهب
- الألمونيوم والجاليوم والإنديوم
- الكبريت والسيلينيوم والتيلوريوم

مقدمة
ظهرت الرقائق الشمسية أول ما ظهرت في إمداد الأجهزة الحاسبة اليدوية بالمصدر الكهربائي. وأصبحت تستخدم في ألواح شمسية كبيرة تركب على المباني أو على عربات تعمل بالطاقة الشمسية. وتعمل المملكة المتحدة على رفع أنتاجية رقائق الشمسية بنسبة 24% سنويا بين عامي 2009 - 2020 ليصل الإنتاج إلى 22.214 ميجاواط. ومن المتوقع ان تفوق تقنية الرقائق الشمسية الضوئية الجهدية تقنية الخلايا الشمسية التقليدية في إمداد الشبكة الكهربائية بالكهرباء.

## رقائق السيليكون

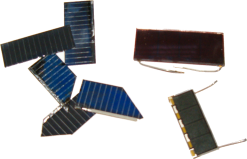
خلايا شمسية صغيرة الحجم وبعض الخلايا الضوئية المكسورة

تستخدم رقيقة خلية السيليكون السيليكون اللابلوري والسيليكون البلوري الابتدائي والسيليكون النانوبلوري أو ما يسمى السيليكون الأسود. وتختلف رقائق السيليكون عن الويفر في الصناعات الإلكترونية أو السيليكون أحادي لبلورية أو السليكون متعدد البلورية.

### التصميم والتصنيع
يرسب السيليكون عادة بطريقة الترسيب البخاري الكيميائي للسيلين وغاز الهيدروجين. كما تدرس أمكانية استخدام تقنيات أخرى للترسيب من ضمنها طريقة التناثر sputtering وطريقة السلك الساخن.
ويتم ترسيب السيليكون على رقائق زجاج أو رقائق بلاستيك أو رقائق معدنية تكون قد سبق طلاؤها بطبقة من الأكسيد الموصل الشفاف.
وتستخدم في العادة بنية من نوع وصلة الموجب والسالب p-i-n عن وصلة n-i-p ، وذلك حيث أن حركة الإلكترونات في وصلة السيليكون الابلوري/والهيدروجين تفوق حركة لفجوات الإلكترونية بين 10 إلى 100 مرة، مما يعمل على معدل أكبر لحركة الإلكترونات من p إلى n في الوصلة بي إن عن حركة الفجوات من p إلى n.
وهذا معناه أن الطبقة من نوع بي يجب جعلها الطبقة العليا التي تسقط عليها الأشعة حيث تكون شدة الأشعة على أشدها بحيث أن معظم الشحنات المتكونة العابرة للوصلة من الإلكترونات.

### سيليكون بلوري صغري
تجمع تقنية وحدات الرقاق الشمسية بين نوعين من السيليكون: السيليكون اللابلوري (زجاجي البنية) والسيليكون البلوري الصغري أو مايسمى ميكروبلوري للطبقة العليا والطبقة السفلى في اللوح الشمسي. وتنتخب تلك المادتين بسبب اختلاف قدرتهما على امتصاص اللأشعة الشمسية، ويمكن تصنيعهما بنفس التقنية. وتنتج طبقة السيليكون الابلوري 7و1 إلكترون فولت بينما تنتج طبقة السيليكون الميكروبلوري 1و1 إلكترون فولت مما يدعم امتصاص الطيف الكامل لأشعة الشمس، حيث تمتص طبقة السيليكون الابلوري الاشعة ذات طول موجة قصيرة (ناحية الطيف البنفسجي) بينما تتميز طبقة السيليكون البلورية الصغرية بامتصاص الطيف ذو طول موجة طويلة (ناحية الطيف الأحمر).
تساعد طبقة السيليكون البلوري الصغري على امتصاص طاقة الأشعة أيضا في نطاق الاشعة تحت الحمراء وبذلك تزداد كفاءة تحويل الطاقة الشمسية إلى طاقة كهربائية. ويمكن الحصول على أحسن كفاءة للخلية عن طريق الوصلة بين السيليكون اللابلوري والسيليكون البلوري الصغري.
كما تبين أن استخدام السيليكون المتبلور ابتدائيا كطبقة سقوط الأشعة (الطبقة العليا) يزيد من كفاءة الخلية الشمسية التي تعمل بالتأثير الضوئي الجهدي.

### خلايا مركزة
في حالة الخلايا المركزة للضوء (أيضًا «الخلايا الكهروضوئية المركزة»، engl: يتم حفظ منطقة أشباه الموصلات الكهروضوئية المركزة عن طريق التركيز الأولي لضوء الشمس الساقط على منطقة أصغر. يمكن تحقيق ذلك عن طريق البصريات الهندسية كما هو موضح في هذا القسم أو عن طريق خلايا التألق بأجسام توجيه ضوئية تستخدم انعكاس داخلي إجمالي.
تجميع الضوء هو z. & nbsp ؛ على سبيل المثال. يتحقق باستخدام عدسات، غالبًا عدسة فرينل ن، أو مرايا. تستخدم أدلة الضوء أحيانًا لتوجيه الضوء المركز.
يجب أن تحفظ خلايا المكثف مادة أشباه الموصلات، مما يسمح باستخدام مواد أكثر كفاءة وأكثر تكلفة. وبالتالي يمكن استخدام الإشعاع الشمسي لمنطقة أكبر في كثير من الأحيان حتى بتكاليف أقل. المواد المستخدمة بشكل شائع للخلايا الشمسية المركزة هي أشباه الموصلات III-V. في معظم الحالات، يتم استخدام خلايا شمسية متعددة (انظر القسم التالي)، والتي ستكون غير اقتصادية للخلايا الشمسية ذات السطح الكامل. لا يزالون يعملون بشكل موثوق به أكثر من 500 مرة من كثافة الشمس. يجب أن تتعقب الخلايا الشمسية المركزة موضع الشمس حتى تتمكن بصرياتها من تركيز الإشعاع الشمسي على الخلايا. <! - التأثير الإضافي لتركيز الضوء هو أيضًا زيادة في الكفاءة مع زيادة جهد الدائرة المفتوحة. - فقط باستخدام الخلايا ذات الإضاءة المنخفضة والفلورية -> حققت وزارة الطاقة الأمريكية كفاءات تزيد عن 40٪ باستخدام هذه التقنية.

### الكفاءة

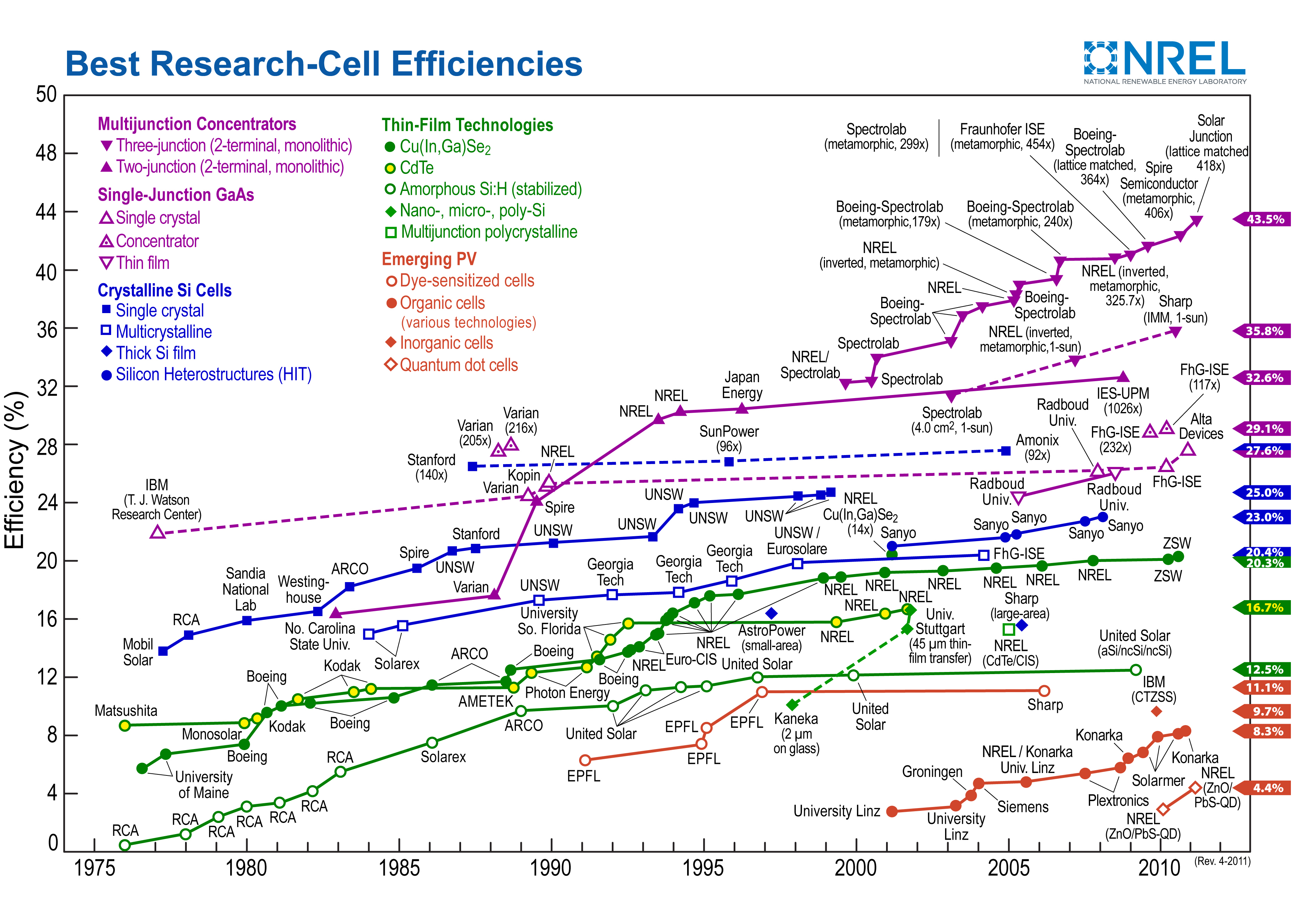
كفاءة الخلايا الشمسية ، وتوجد من بينها نوع الرقائق الشمسية (المثلثات المفتوحة المقلوبة). الخلايا الأكثر كفاءة (المثلثات البنفسجية) تكلفتها تتكون من وصلات متعددة ومصنوعة من مواد عالية الثمن وتستغل في الأقمار الصناعية.

تمثل تلك الأنواع من السيليكون ارتباطات تلامسية متداخلة تعمل على تداخل بين مستويات طاقة في فجوات النطاق في المادة وتغيرات في نطاق التكافؤ ونطاق التوصيل. وتكون كفاءة تلك الأنواع من الخلايا الضوئية أقل عن مثيلتها المصنوعة من السيليكون المتبلورر أو سيليكون الويفر ولكنها أقل تكلفة في تصنيعها وإنتاجها. كما تقل الكفاءة الكمومية للرقائق الشمسية عن كفاءة السيليكون البلوري بسبب قلة عدد الشحنات المتولدة عن امتصاص أحد الفوتونات.
ويحوي اسييون الابلوري على فجوة نطاق أعلى (7 و1 إلكترون فولت) عن فجوة النطاق في السيليكون البلوري (1 و1 إكترون فولت)، مما يعني أنه يمتص الضوء المرئي بطريقة احسن عن امتصاصه الأشعة تحت الحمراء. ونظرا لامتلاك السيليكون النانوبلوري نفس فجوة النطاق التي تميز السيليكون البلوري فيمكن استغلال السيليكون النانوبلوري والسيليكون الابلوري في طبقات الرقائق وتكوين رقائق من النوعين تتميز بقدرة أكبر في امتصاص الطيف الضوئي بالكامل وبذلك تحسين كفاءة إنتاج التيار الكهربائي في تلك الخلايا الشمسية. تمتص الطبقة العليا من الرقيقة الضوء المرئي وتسمح بمرور الأشعة تحت الحمراء إلى الطبقة السفلى حيث تقوم بامتصاصها طبقة السيليكون النانوبلورية (بلورات تبلغ مقاييسها عدة نانومتر.
وتعمل الصناعة على تطوير مستمر لتحسين عمل رقائق السيليكون. وتبتكر طرق لاصتياد الضوء في السيليكون وانعاكسة داخليا عدة مرات لامتصاصه في الطبقات المختلفة في الرقائق. كما تبتكر طرق للمعالجة الحرارية للرقائق لتعزيز تبلور السيليكون والبحث عن فجوات
إلكترونية أنسب لتحويل أشعة الشمس إلى تيار كهربائي.

### وحدات متكاملة من الرقائق الشمسية

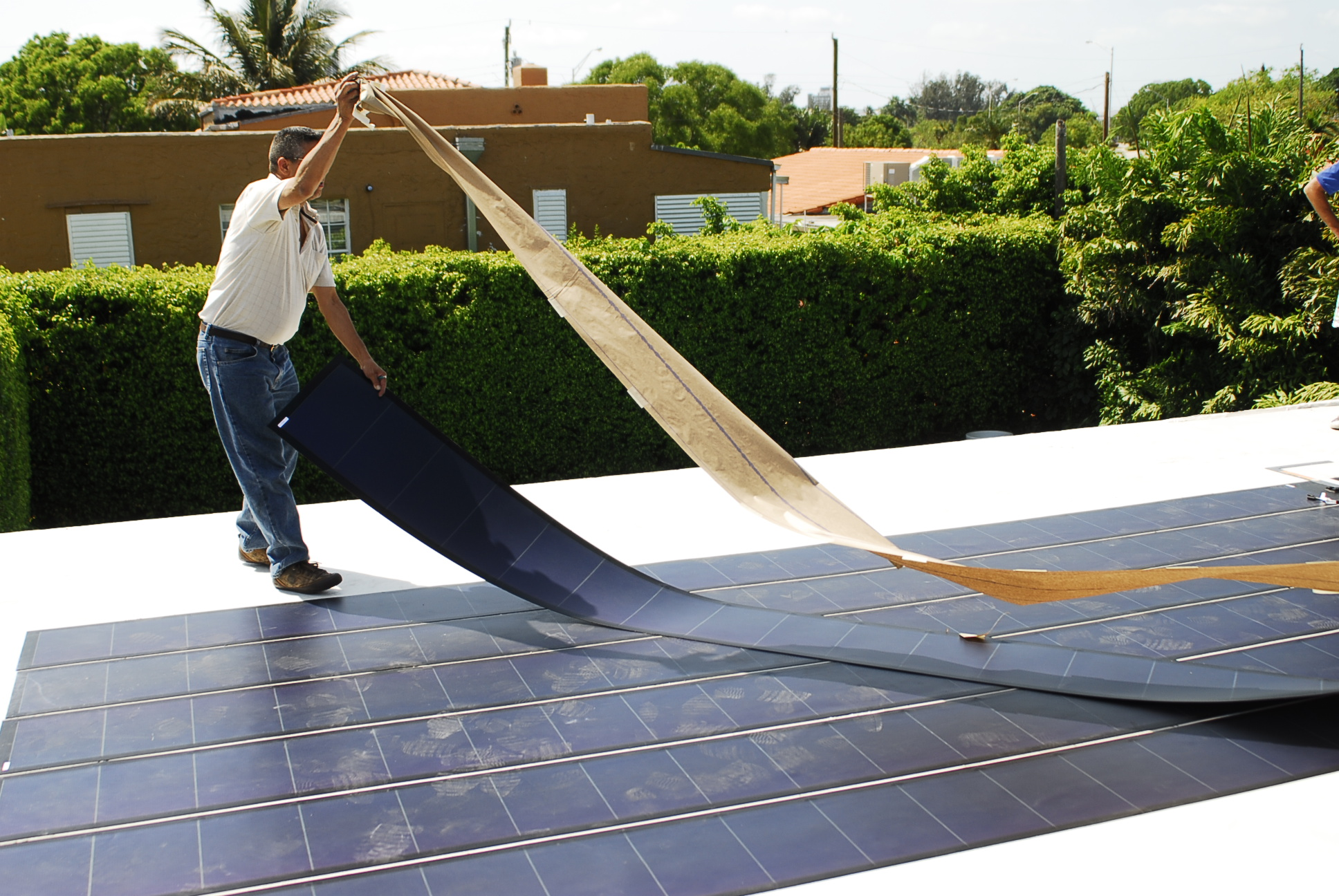
تركيب رقيقة الخلايا الشمسية على سطح أحد المباني.

توجد الرقائق الشمسية في الأسواق بغرض انشائها على أسطح المنازل والمباني. وهي تتميز عن الأواح الشمسية المعتادة المستخدمة لتحويل أشعة الشمس إلى تيار كهربائي بخفة وزنها وعدم تأثرها بالرياح، وكنها أعلى ثمنا وكفاءتها أقل.
ولا يزال البحث العلمي في سبيل تطوير رقائق السيليكون وتقنيته أغراض رفع كفاءة استغلال تأثير ضوء جهدي لإنتاج الكهرباء من الطاقة الشمسية، وهي تتضمن اختيار المواد مناسبة وجعلها نصف شفافة بحيث يمكن استخدامها أيضا كزجاج للنوافذ، فنستفيد من النوافذ من وجهتين: تلوين النوافذ وتوليد الكهرباء.

## خلايا ضوئية عضوية
تلتفت أبحاث تطوير الخلايا الشمسية أيضا إلى استخدام المواد العضوية، ويبدو أنها تتميز ستتيح الفرصة لإنتاجها بتكلفة أقل.

## اقرأ أيضا
- رقيقة تيلوريد كادميوم شمسية
- خلية شمسية
- قوة شمسية
- تأثير ضوء جهدي
- لوح ضوئي
- ظاهرة كهروضوئية
- لوح ضوئي جهدي
- محطات طاقة شمسية جهدية
- مصفوف ضوئي جهدي
- خلية ضوئية جهدية متعددة الوصلات
- تبلور ابتدائي